# La Ciénega, Tenancingo
La Ciénega är en ort i Mexiko.   Den ligger i kommunen Tenancingo och delstaten Mexiko, i den sydöstra delen av landet, 70 km sydväst om huvudstaden Mexico City. La Ciénega ligger 2 029 meter över havet och antalet invånare är 2 847.
Terrängen runt La Ciénega är huvudsakligen kuperad, men den allra närmaste omgivningen är platt. Terrängen runt La Ciénega sluttar söderut. Runt La Ciénega är det tätbefolkat, med 550 invånare per kvadratkilometer. Närmaste större samhälle är Tenancingo de Degollado, 1,1 km nordväst om La Ciénega. Omgivningarna runt La Ciénega är en mosaik av jordbruksmark och naturlig växtlighet.